# Cladura japonica
Cladura japonica är en tvåvingeart som först beskrevs av Alexander 1918.  Cladura japonica ingår i släktet Cladura och familjen småharkrankar. Inga underarter finns listade i Catalogue of Life.